# Alfabeto griego
El alfabeto griego (en griego clásico) consta de veinticuatro letras utilizadas para escribir la lengua griega. Desarrollado alrededor del siglo IX a. C., a partir del alfabeto consonántico fenicio, los griegos adoptaron el primer alfabeto completo de la historia, entendiéndolo como la escritura que expresa los sonidos individuales del idioma, es decir que prácticamente a cada vocal y cada consonante corresponde un símbolo distinto.
Puesto que el alfabeto griego es el origen del abecedario latino y del alfabeto cirílico, toda la escritura europea proviene del primero y comparten la forma de sus letras. Respecto al alfabeto latino, 14 de las 24 letras griegas son homóglifas en sus formas mayúsculas (11 con valor similar y 3 con distinto valor: Η, Ρ, Χ); de las 10 restantes 5 tienen equivalente latino pero una forma más angulosa: Γ, Δ, Λ, Π, Σ y otras 5 no existen en el alfabeto latino: Θ, Ξ, Φ, Ψ, Ω.
Su uso continúa hasta nuestros días, tanto como alfabeto nativo del griego moderno como un modo de crear denominaciones técnicas para las ciencias, en especial la lógica, la matemática, la química, la física, la biología, la economía, la astronomía y la informática.

## Historia

### Antecedentes: lineal B

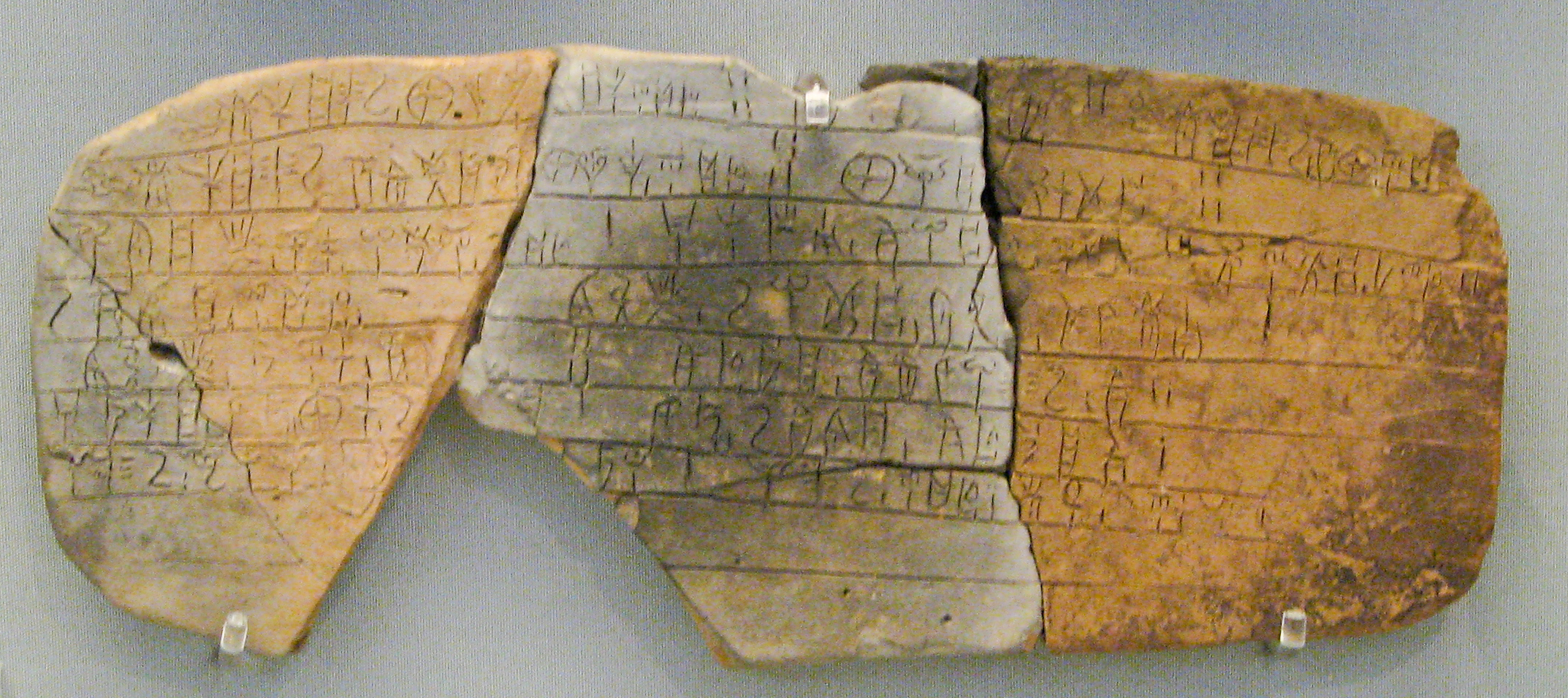
Tablilla de Pilos en escritura lineal B

Entre los siglos XVI y XII a. C. de la Edad del Bronce, antes de la existencia del alfabeto griego, la civilización micénica griega empleaba la escritura lineal B, que era un silabario utilizado en la isla de Creta y zonas de Grecia continental como Micenas o Pilos. Las epigrafías en lineal B están escritas en griego micénico, que parece una versión antecesora del griego arcado-chipriota. Debido a que el lineal B proviene de un silabario anterior llamado Lineal A, empleado para escribir el idioma minoico que era la lengua hablada en Creta antes de la invasión griega de la isla, no representa del todo correctamente la fonética del griego micénico. Con el colapso de la Edad del Bronce acabó esta civilización, y con ella su escritura, sumiendo Grecia en la Edad Oscura.

### Alfabetos griegos arcaicos

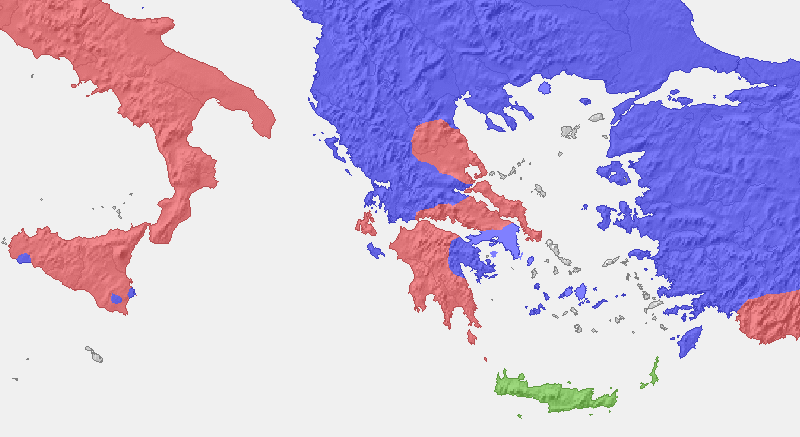
Distribución arcaica de los alfabetos griegos occidental, meridional y oriental de la tabla adjunta.

Se cree que el alfabeto griego deriva de una variante del fenicio, introducido en Grecia por mercaderes de esa nacionalidad. El fenicio, como los alfabetos semíticos posteriores, no empleaba signos para registrar las vocales; para salvar esta dificultad, que lo hacía incompleto para la transcripción de la lengua griega, los griegos adaptaron algunos signos utilizados en fenicio para indicar aspiración para representar las vocales. Este aporte puede considerarse fundamental; la inmensa mayoría de los alfabetos que incluyen signos vocálicos derivan de la aportación original griega. Además de las vocales, el griego añadió tres letras nuevas al final del alfabeto: fi y ji, para representar sonidos aspirados que no existían en fenicio, y psi.
Originariamente existieron variantes del alfabeto griego, siendo las más importantes la occidental (calcídica) y la oriental (jónica). La variante occidental originó el alfabeto etrusco y de este procede el alfabeto romano. La escritura se realizaba a menudo de derecha a izquierda, que era como se hacía en su antecesor fenicio, y bustrofedon, que era la alternancia de líneas de izquierda a derecha y de derecha a izquierda, de manera que se empezaba por el lado donde se había concluido la línea anterior. Según la dirección en la que se escribiese, se invertían los caracteres en el proceso.
| Fenicio        |   |   |   |   |   |   |    |     |    |   |   |   |   |   |    |   |   |   |   |   |   |   |   |    |    |    |    |
| Meridional     |   |   |   |   |   |   |    |     |    |   |   |   |   |   |    |   |   |   |   |   |   |   |   |    |    |    |    |
| Occidental     |   |   |   |   |   |   |    |     |    |   |   |   |   |   |    |   |   |   |   |   |   |   |   |    |    |    |    |
| Oriental       |   |   |   |   |   |   |    |     |    |   |   |   |   |   |    |   |   |   |   |   |   |   |   |    |    |    |    |
| Sonido antiguo | a | b | g | d | e | w | zd | h/ē | tʰ | i | k | l | m | n | ks | o | p | s | k | r | s | t | u | ks | pʰ | kʰ | ps |

#### Letras obsoletas y numeración

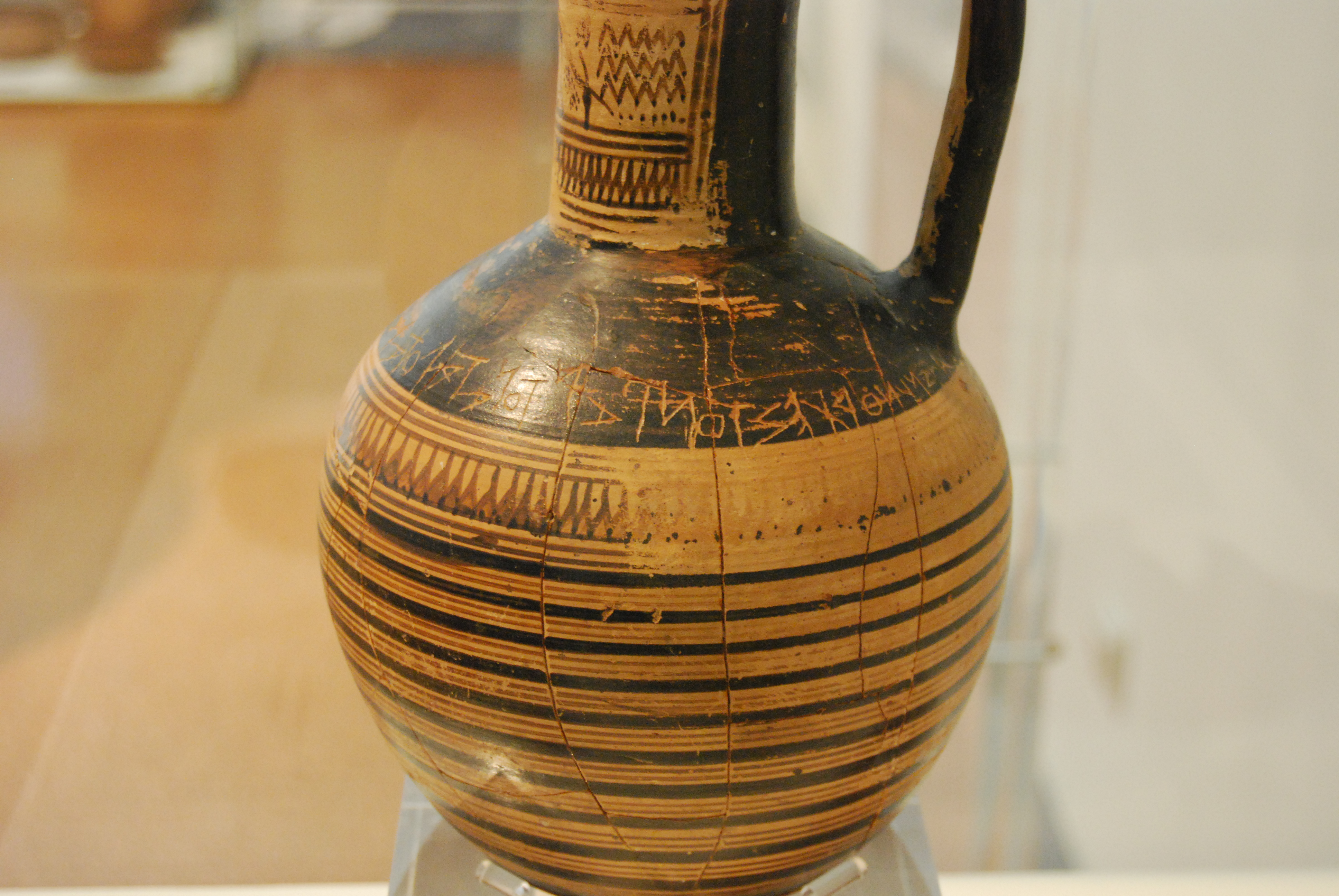
Inscripción del Dípilon, uno de los ejemplos más antiguos conocidos de uso del alfabeto griego, c.

Las siguientes letras no forman parte del alfabeto griego común, pero estuvieron en uso en la época antigua (siglos VII y VI a. C.) en algunos dialectos.
Estas letras desaparecieron del alfabeto; la digamma, que adaptaba la wau fenicia, se utilizaba sólo en algunos dialectos occidentales, y desapareció antes del período clásico; la san, homófona con la sigma, fue desplazada por esta última; la qoppa, una adaptación de la qop fenicia cuyo sonido –una explosiva uvular– no existía en el griego.
En la región de Jonia se desarrolló un sistema de numeración en el que cada letra representaba un número. Las letras que dejaron de usarse en el alfabeto (digamma, san y qoppa) se conservaron en el sistema de numeración, y para completar la serie de las centenas se introdujo además la letra sampi. Estas letras se volvieron obsoletas mucho antes de que se desarrollara la forma minúscula de escritura; las formas minúsculas de digamma, qoppa, san y sampi son inferencias reconstructivas a partir de formas manuscritas en su uso para la numeración. Si bien responden a hipótesis muy robustas sobre el uso de la grafía, están parcialmente basadas en el uso histórico; para el valor numérico de digamma (6) era mucho más común escribir la combinación στ o la forma ligada Ϛ (llamada stigma).
Las letras digamma, qoppa, y sampi permanecieron como signos exclusivos del sistema de numeración jónico, con los valores indicados en la tabla.
| Letra | Forma numérica | Nombre  | Sonido AFI     | Valor | Alfabeto semítico       |
| ----- | -------------- | ------- | -------------- | ----- | ----------------------- |
| Ϝ ϝ   | –              | Digamma | [w]            | 6     | wau (𐤅) /w/             |
| –     | Ϛ ϛ            | Stigma  | [st]           | 6     | šin (𐤔) /ʃ/+tau (𐤕) /t/ |
| Ͱ ͱ   | –              | Heta    | [h]            | –     | ḥet (𐤇) /ḥ/             |
| Ϻ ϻ   | –              | San     | [s]            | –     | ṣade (𐤑) /ṣ/            |
| Ϙ ϙ   | Ϟ ϟ            | Qoppa   | [q]            | 90    | qop (𐤒) /q/             |
| Ͳ ͳ   | Ϡ ϡ            | Sampi   | [sː] [ks] [ts] | 900   | incierto                |
| Þ þ   | –              | Sho     | [ʃ]            | –     | incierto                |

### Alfabeto griego euclídico o clásico
Atenas adoptó en el año 403 a. C. la variante oriental, lo que dio lugar a que poco después desaparecieran las demás formas existentes del alfabeto. Ya para esta época el griego había adoptado la escritura de izquierda a derecha.

### Desarrollo post-helenístico
Tras la época clásica el alfabeto griego evoluciona de forma y se desarrollará la escritura uncial griega. La minúscula griega fue un estilo posterior que se usó como escritura libraria en manuscritos bizantinos desde los siglos IX y X.
Las diferencias entre las letras griegas mayúsculas y las minúsculas obedecen a los instrumentos con los que se escribían. Originalmente las mayúsculas se esculpían con cincel y martillo sobre piedra o mármol, quedando disparejos sus rasgos; los patines que rematan sus rasgos fueron una solución práctica y estética para este problema. Por su parte, las minúsculas surgieron de la escritura manuscrita, la cual se hacía con cálamos (plumas) o pinceles, de ahí sus trazos y adornos.

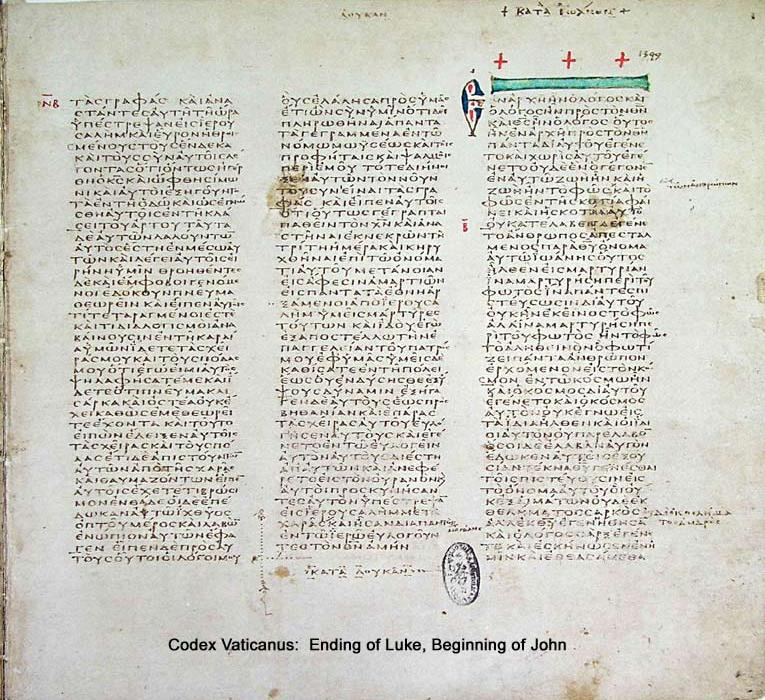
Uncial del Codex Vaticanus (siglo IV)
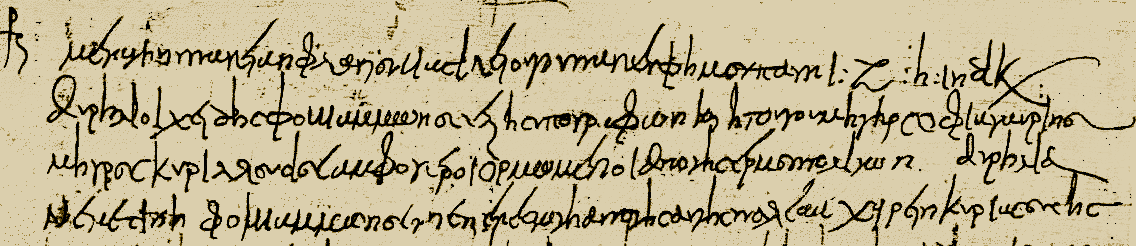
Cursiva de una carta privada (siglo VI)
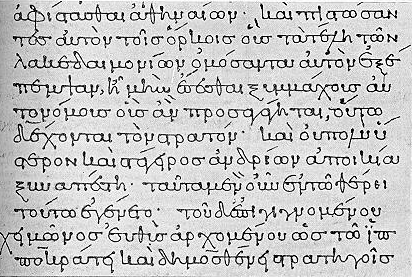
Minúscula del Codex Vetustissimus (siglo X)
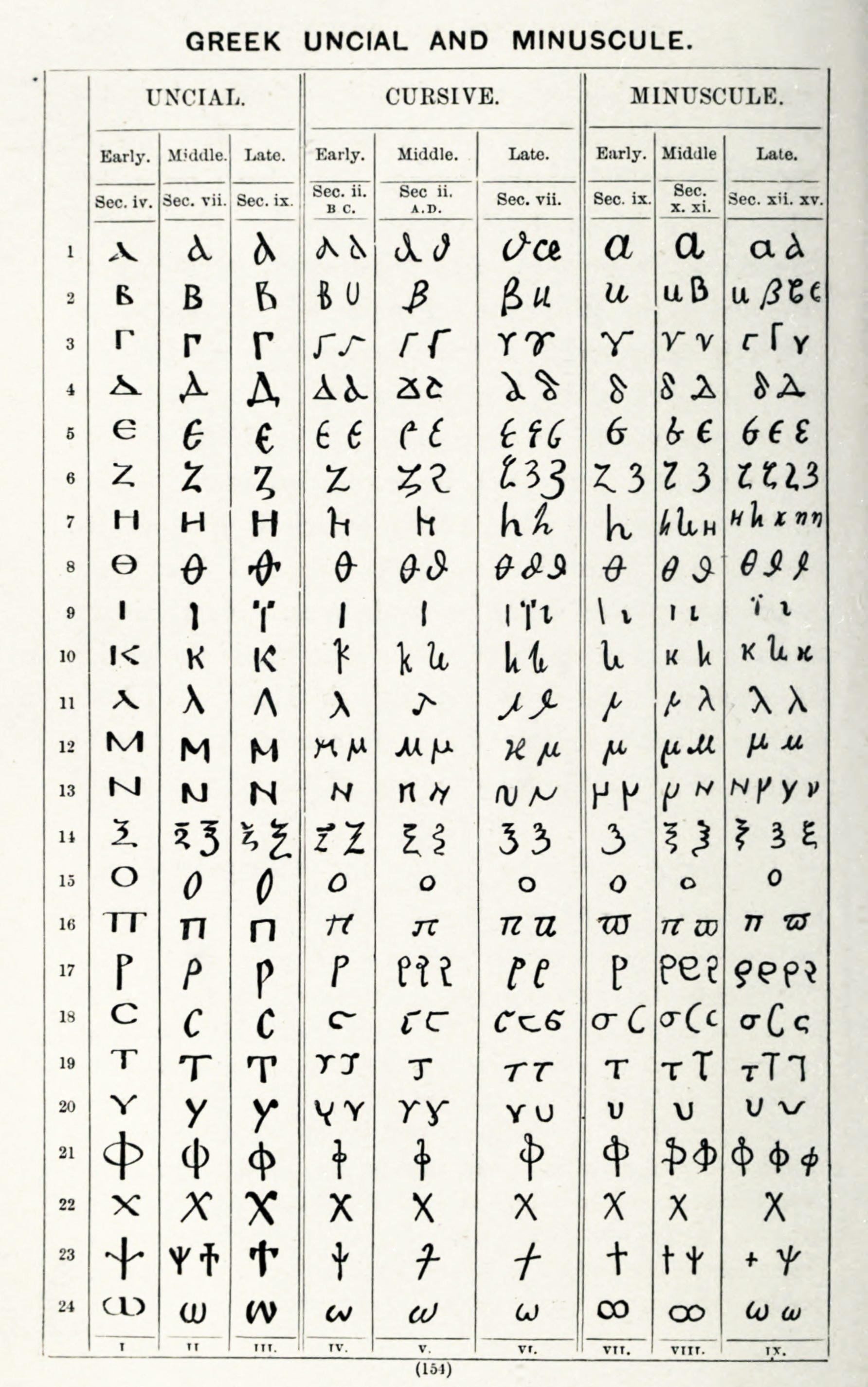
Comparación por siglos de los tres estilos

### Escritura y poder
Desde su aparición, la escritura del mundo griego siempre mantuvo una relación estrecha con el poder. Primeramente, en época minoica y micénica, la escritura era de uso exclusivo para aquellos que ejercían algún tipo de soberanía sobre la población. El Lineal B se usaba fundamentalmente para llevar registros y la administración de diversos productos: alimentos, ganado, muebles, etc. Pero no solo se utilizaba con fines administrativos, también, gracias a su descifración, se ha descubierto que los palacios micénicos gestionaban sectores como la industria textil, el armamento, en suma, elementos manufacturados. 
Meghan Bellavance señala que el poder es un elemento inseparable de la escritura, y que a través de los textos, se puede ejercer ese poder. Es por ello que la mayoría de tablillas micénicas escritas en Lineal B han sido encontradas en los palacios. Esta escritura no caló en la población de clase más baja, nunca aprendieron a escribir y a leer. Esto llevó a que, cuando los palacios fueron destruidos, el poder desapareció de la mano de la escritura, provocando su total extinción.

### La Copa de Néstor
El mundo griego vivió durante muchos años sin escritura tras la caída del poder, por lo que es muy complicado conocer la historia real durante el transcurso de esos años. Sin embargo, pasado el tiempo la escritura volvió a florecer. 
El arqueólogo Giorgio Buchner, durante una de sus excavaciones, se encontró con la necrópolis de la antigua colonia griega de Pitecusas. En ella descubrió un enorme tesoro, formado por joyas, esculturas, herramientas y otros objetos de valor. Pero lo más llamativo, sin duda, fue el hallazgo enterrado en una tumba infantil, una pequeña copa (kotyle), de apenas 10 centímetros de alto que contenía un mensaje escrito. 

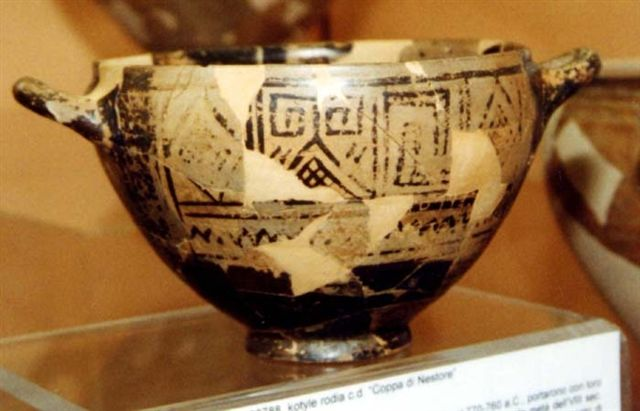
Copa de Néstor reconstruida.

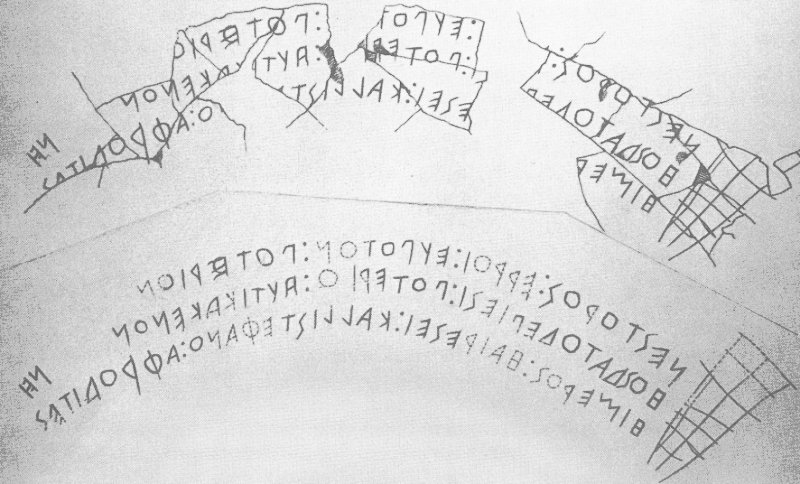
Inscripción poética en la Copa de Néstor.

Esta fue bautizada como La Copa de Néstor, considerada como la primera evidencia conocida sobre el alfabeto griego. La inscripción es una poesía, que parece mencionar al Néstor de la Ilíada. Esta afirmación ha generado debates acerca de si realmente se habla de este personaje o no. Pero algunos historiadores, como Emilio Crespo, afirman que nos encontramos ante un terminus ante quem de los versos de la Ilíada, puesto que la cronología del hallazgo es anterior a la publicación de la obra. 

## Letras
Los sonidos corresponden a la pronunciación del griego antiguo, indicada con los signos usados por el Alfabeto Fonético Internacional; bajo el epígrafe mod. Los valores numéricos corresponden al sistema de numeración jónico. Nótese que el nombre de la letra en castellano no necesariamente corresponde con el sonido que tenía la letra en griego antiguo, algo de esperar debido a la evolución independiente que las dos lenguas han tenido a lo largo de su historia.

### Consonantes
| Letra | Nombre            | Nombre         | Nombre         | Sonido AFI          | Sonido AFI                   | Valor numérico | Alfabeto fenicio |
| Letra | Adaptado          | Griego clásico | Griego moderno | Ant.                | Mod.                         | Valor numérico | Alfabeto fenicio |
| ----- | ----------------- | -------------- | -------------- | ------------------- | ---------------------------- | -------------- | ---------------- |
| Α α   | alfa              | alpha          | alfa           | [a̠] [a̠ː]            | [a̠]                          | 1              | ʾalp (𐤀) /ʔ/     |
| Β β   | beta              | bēta           | vita           | [b]                 | [v/ʋ]                        | 2              | bet (𐤁) /b/      |
| Γ ɣ   | gamma             | gamma          | ghama          | [g]                 | [ɣ/ɰ] ([ʝ/j] ante [e̞] y [i]) | 3              | gaml (𐤂) /g/     |
| Δ δ   | delta             | delta          | dhelta         | [d̪]                 | [ð/ð̞]                        | 4              | delt (𐤃) /d/     |
| Ε ε   | épsilon           | épsilon        | épsilon        | [e]                 | [e̞]                          | 5              | he (𐤄) /h/       |
| Ζ ζ   | dseta             | zēta           | zita           | [z̠d̠] o [d̠͡z̠] o [z̠]   | [z̠]                          | 7              | zai (𐤆) /z/      |
| Η η   | eta               | ēta            | ita            | [ɛː]                | [i]                          | 8              | ḥet (𐤇) /ḥ/      |
| Θ θ   | zeta              | thēta          | thita          | [t̪ʰ]                | [θ]                          | 9              | ṭet (𐤈) /ṭ/      |
| Ι ι   | iota              | iota           | iota           | [i] [iː]            | [i]                          | 10             | yod (𐤉) /j/      |
| Κ κ   | kappa (tb. cappa) | kappa          | kapa           | [k]                 | [k] ([c] ante [e̞] y [i])     | 20             | kap (𐤊) /k/      |
| Λ λ   | lambda            | lambda         | lamda          | [l]                 | [l]                          | 30             | lamd (𐤋) /l/     |
| Μ μ   | mi                | my             | mi             | [m]                 | [m]                          | 40             | mem (𐤌) /m/      |
| Ν ν   | ni                | ny             | ni             | [n]                 | [n]                          | 50             | nun (𐤍) /n/      |
| Ξ ξ   | xi                | xi             | xi             | [k͡s̠]                | [k͡s̠]                         | 60             | semk (𐤎) /s/     |
| Ο ο   | ómicron           | ómicron        | ómicron        | [o]                 | [o̞]                          | 70             | ʿain (𐤏) /ʕ/     |
| Π π   | pi                | pi             | pi             | [p]                 | [p]                          | 80             | pe (𐤐) /p/       |
| Ρ ρ   | ro                | rho            | ro             | [ɾ] [r]; [ɾʰ], [rʰ] | [ɾ] [r]                      | 100            | roš (𐤓) /r/      |
| Σ σ ς | sigma             | sigma          | sigma          | [s̠]                 | [s̠]                          | 200            | šin (𐤔) /ʃ/      |
| Τ τ   | tau               | tau            | taf            | [t̪]                 | [t̪]                          | 300            | tau (𐤕) /t/      |
| Υ υ   | ípsilon           | ýpsilon        | ípsilon        | [u] [uː] > [y] [yː] | [i]                          | 400            | wau (𐤅), /w/     |
| Φ φ   | fi                | phi            | fi             | [pʰ]                | [f]                          | 500            | incierto         |
| Χ χ   | ji                | chi            | ji             | [kʰ]                | [x] ([ç] ante [e̞] y [i])     | 600            | incierto         |
| Ψ ψ   | psi               | psi            | psi            | [p͡s̠]                | [p͡s̠]                         | 700            | incierto         |
| Ω ω   | omega             | ōmega          | omega          | [ɔː]                | [o̞]                          | 800            | ʿain (𐤏) /ʕ/     |

#### Alófonos y dígrafos
- Ya que «β, γ y δ» representan los fonemas [v], [ɣ] y [ð]; para representar los fonemas [b], [g] y [d̪] se utilizan los dígrafos «μπ» ([mb] en posición media), «γκ» ([ŋg] en posición media) y «ντ» ([n̪d̪] en posición media), respectivamente.
- [ʝ], [c] y [ç] son considerados alófonos de [ɣ], [k] y [x], respectivamente, ante vocales anteriores (es decir, [e̞] y [i]).
- Dígrafos: «γγ» [ŋg] (si este dígrafo precede a los fonemas [e] o [i], adopta el sonido [ɲʝ]), «ρρ» [r], «τσ» [t̠͡s̠] y «τζ» [d̠͡z̠].

### Vocales
| Alfabeto griego | AFI  | AFI    | Ejemplos | Equivalente español para el griego moderno |
| Alfabeto griego | Ant. | Mod.   | Ejemplos | Equivalente español para el griego moderno |
| --------------- | ---- | ------ | -------- | ------------------------------------------ |
| α               | a̠    | a̠      |          | par, espá                                  |
| α               | a̠ː   | a̠      |          | par, espá                                  |
| αι              | a̠i̯   | e̞      |          | en, coche                                  |
| ε               | e    | e̞      |          | en, coche                                  |
| ει              | iː   | i      |          | sin                                        |
| η               | ɛː   | i      |          | sin                                        |
| ι               | i    | i      |          | sin                                        |
| ι               | iː   | i      |          | sin                                        |
| υ               | y    | i      |          | sin                                        |
| υ               | yː   | i      |          | sin                                        |
| οι              | ɔi̯   | i      |          | sin                                        |
| ο               | o    | o̞      |          | borde                                      |
| ω               | ɔː   | o̞      |          | borde                                      |
| ου              | uː   | u      |          | crudo                                      |
| αυ              | a̠u̯   | a̠v, a̠f |          | [a̠] seguida de [v] / [f]                   |
| ευ              | eu̯   | e̞v, e̞f |          | [e̞] seguida de [v] / [f]                   |
| ηυ              | ɛːu̯  | iv, if |          | [i] seguida de [v] / [f]                   |

El fenómeno por el que un alto número de sonidos tienden en griego moderno al fonema /i/ se denomina iotacismo. Dicha evolución ya se había completado en griego bizantino.
Los diptongos de vocales largas e [i] (ᾱι, ηι, ωι) se transformaron en monoptongos (/aː/, /ɛː/, /ɔː/) y fueron escritos como ᾳ, ῃ, ῳ.
| Acento prosódico y tono | Acento prosódico y tono | Acento prosódico y tono      | Acento prosódico y tono                                                                                                  |
| Símbolo                 | AFI                     | Ejemplos                     | |
| Griego antiguo          | Griego antiguo          | Griego antiguo               | Griego antiguo |
| ----------------------- | ----------------------- | ---------------------------- | --- |
| ά                       | á̠                       |                              | Agudo: Tono alto en las vocales cortas.                                                                                  |
| ά                       | á̠ː                      |                              | Subiendo el tono en vocales largas y diptongos.                                                                          |
| ὰ                       | à̠                       |                              | Grave: tono bajo. |
| ᾶ                       | â̠ː                      |                              | Circunflejo: Alto y bajando de tono en vocales largas y diptongos.                                                       |
| Griego moderno          |                         |                              | |
| ά                       | ˈ                       | προβλήματα [pɾo̞.ˈvli.ma̠.ˌt̪a̠] | Representado en ortografía monotónica como tonos. Ocurre en una de tres sílabas finales, incluyendo cualquier enclítica. |

### Mayúsculas y minúsculas

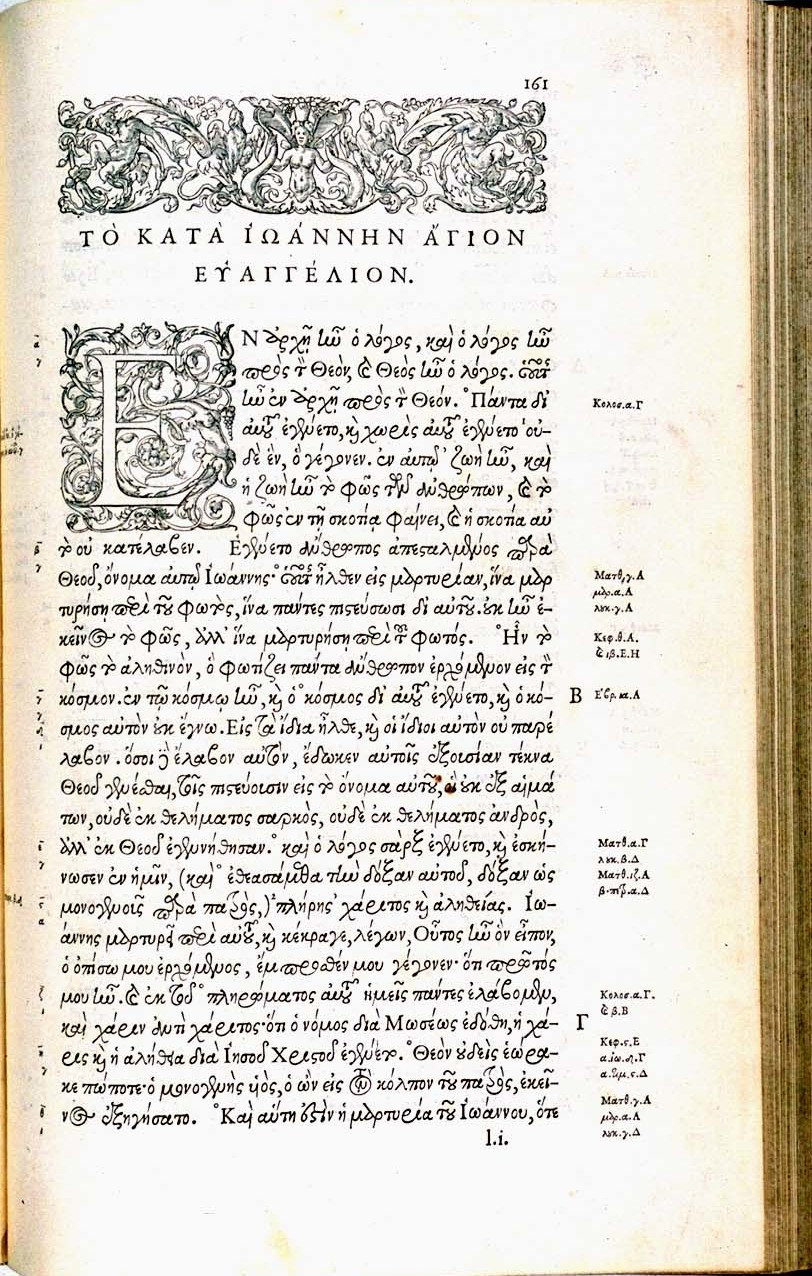
Una edición del del Nuevo Testamento (Evangelio de Juan), impresa en un tipo de letra renacentista por Claude Garamond.

Al igual que con el abecedario latino y otras escrituras alfabéticas, el griego originalmente sólo tenía una forma única de cada letra, sin distinción entre mayúsculas y minúsculas. Esta distinción es una innovación de la era bizantina (siglos IX y X), que se basa en diferentes líneas de desarrollo de las formas de las letras en la escritura anterior.
Las formas más antiguas de las letras son las versiones mayúsculas. Además de las formas de inscripción verticales y rectas (capiteles) que se encuentran en tallas de piedra o cerámica incisa, también se desarrollaron durante la antigüedad estilos de escritura más fluidos adaptados para la escritura a mano en materiales blandos. Esta escritura se ha conservado especialmente de los manuscritos en papiro en Egipto desde el período helenístico. La escritura antigua desarrolló dos estilos distintos: escritura uncial, con letras mayúsculas redondeadas cuidadosamente dibujadas de aproximadamente el mismo tamaño, utilizada para manuscritos literarios y religiosos cuidadosamente producidos, y escritura cursiva, utilizada para fines cotidianos. Las formas cursivas se acercaron al estilo de las letras minúsculas, con ascendentes y descendentes, así como muchas líneas de conexión y ligaduras entre letras.
En los siglos IX y X, las manecillas unciales de los libros fueron reemplazadas por un estilo de escritura nuevo y más compacto, con formas de letras adaptadas en parte de la cursiva anterior. Este estilo en minúscula siguió siendo la forma dominante del griego escrito a mano en la era moderna. Durante el Renacimiento, los impresores occidentales adoptaron las formas de letras minúsculas, mientras modelaban letras mayúsculas en las formas de inscripción antiguas. La práctica ortográfica de distinguir entre mayúsculas y minúsculas para marcar nombres propios, títulos, etcétera, se desarrolló en paralelo a la práctica en latín y otros idiomas occidentales.
| Inscripción | Inscripción | Manuscrito | Manuscrito | Impresión moderna | Impresión moderna |
| Arcaica     | Clásica     | Uncial     | Minúscula  | Minúscula         | Mayúscula         |
| ----------- | ----------- | ---------- | ---------- | ----------------- | ----------------- |
|             |             |            |            | α                 | Α                 |
|             |             |            |            | β                 | Β                 |
|             |             |            |            | γ                 | Γ                 |
|             |             |            |            | δ                 | Δ                 |
|             |             |            |            | ε                 | Ε                 |
|             |             |            |            | ζ                 | Ζ                 |
|             |             |            |            | η                 | Η                 |
|             |             |            |            | θ                 | Θ                 |
|             |             |            |            | ι                 | Ι                 |
|             |             |            |            | κ                 | Κ                 |
|             |             |            |            | λ                 | Λ                 |
|             |             |            |            | μ                 | Μ                 |
|             |             |            |            | ν                 | Ν                 |
|             |             |            |            | ξ                 | Ξ                 |
|             |             |            |            | ο                 | Ο                 |
|             |             |            |            | π                 | Π                 |
|             |             |            |            | ρ                 | Ρ                 |
|             |             |            |            | σ, -ς             | Σ                 |
|             |             |            |            | τ                 | Τ                 |
|             |             |            |            | υ                 | Υ                 |
|             |             |            |            | φ                 | Φ                 |
|             |             |            |            | χ                 | Χ                 |
|             |             |            |            | ψ                 | Ψ                 |
|             |             |            |            | ω                 | Ω                 |

## Alfabeto griego en física y matemáticas
Es común la utilización del alfabeto griego en física, matemáticas y ciencias, tanto en constantes, como en signos y operaciones:
- {\displaystyle \pi =3,14159265358979323846...}
- {\displaystyle \alpha \;\beta \;\rho }
- {\displaystyle \Pi \;\Sigma }

Si bien es un alfabeto griego simplificado, es aconsejable conocer la correcta tipografía y el reconocimiento de este alfabeto.
Así como el tamaño relativo de cada letra y su posición respecto al renglón:
En mayo de 2021, la Organización Mundial de la Salud anunció que las variantes del virus SARS-CoV-2 se nombrarían usando letras del alfabeto griego. La finalidad de esta decisión buscó evitar el estigma y simplificar las comunicaciones para audiencias no científicas.

## Codificación digital
Durante los primeros años de escritura con computadora era difícil escribir el alfabeto griego. Hoy en día los sistemas más usados son: el juego de caracteres ISO-8859-7, que sólo permite escribir griego monotónico (adecuado para el griego moderno), y el sistema Unicode, que permite escribir griego politónico (adecuado para el griego antiguo y moderno). Hay dos rangos de caracteres Unicode para el alfabeto griego: Griego y copto (U+0370 a U+03FF) y Griego extendido (U+1F00 a U+1FFF).